# هوش‌سنجی جانوران

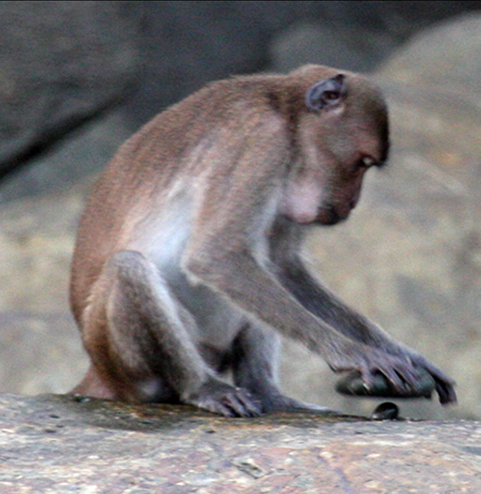
گونه‌ای میمونِ خرچنگ خوار در حالِ استفاده از یک سنگ به عنوانِ ابزار برای رسیدن به خوراک

هوش‌سنجیِ جانوران به شناخت و توصیفِ ظرفیت‌های ذهنیِ جانوران و پژوهش در آن گفته می‌شود. هوش‌سنجیِ جانوران، گونه‌ای از روان‌شناسی مقایسه‌ای و مطالعهٔ درک و یادگیری در جانوران و پژوهش در رفتارشناسیِ آنان است و با بوم شناسیِ رفتاری و روان‌شناسی فرگشتی نیز در پیوند است.
پژوهش‌های هوش‌سنجیِ جانوران در پستانداران شاملِ هوش‌سنجیِ پستاندارانِ نخستین، هوش‌سنجی آب‌بازسانان، فیل، سگ، گربه، اسب، دام‌ها، راکون و جوندگان، پرندگان (از جمله طوطی و کبوتر)، خزندگان (بزمجه و مارها)، ماهیها و بی‌مهرگان (از جمله سرپایان، عنکبوت‌ها و حشرات) را بررسی کرده است.

## خوانش بیشتر
- Brown, M.F. , & Cook, R.G. (Eds.). (2006). Animal Spatial Cognition: Comparative, Neural, and Computational Approaches. [On-line]. Available: www.pigeon.psy.tufts.edu/asc/
- Goodall, J. (1991). Through a window. London: Penguin.
- Griffin, D. R. (1992). Animal minds. Chicago: University of Chicago Press.
- Hilgard, E. R. (1958). Theories of learning, 2nd edn. London: Methuen.
- Neisser, U. (1967). Cognitive psychology. New York, Appleton-Century-Crofts.
- Romanes, G. J. (1886). Animal intelligence, 4th edn. London: Kegan Paul, Trench.
- Shettleworth, S. J. (1998) (2010,2nd ed). Cognition, evolution and behavior. New York: Oxford University Press.
- Skinner, B. F. (1969). Contingencies of reinforcement: a theoretical analysis. New York: Appleton-Century-Crofts.
- Narby, Jeremy. (2005) Intelligence In Nature. New York: Penguin.
- Lurz, Robert W. (2009) Mindreading Animals: The Debate over What Animals Know about Other Minds. The MIT Press.